# Walter Göpner
Walter Göpner (* 16. Februar 1930) ist ein ehemaliger deutscher Fußballspieler. In Altenburg spielte er 1952 in der DDR-Oberliga, der höchsten Liga im DDR-Fußball.

## Sportliche Laufbahn
Bis 1951 spielte Walter Göpner bei der Betriebssportgemeinschaft (BSG) Stahl Altenburg in der Jugendliga. Als in der Rückrunde der Saison 1951/52 für die BSG in der Oberliga die Abstiegsgefahr akut wurde, versuchte der Spielertrainer Herbert Klemig mit der Hereinnahme von jungen Spielern die Situation noch zu retten. Unter den Neulingen war auch der 22-jährige Walter Göpner, der den Platz des bisherigen standardmäßigen rechten Läufers Heinz Gerber einnahm. Auf dieser Position bestritt Göpner die letzten sieben Spieltage, die Altenburger stiegen jedoch aus der Oberliga ab. 
In den folgenden vier Spielzeiten trat Göpner mit der BSG, die sich nach dem Abstieg in Motor Altenburg umbenannt hatte, in der zweitklassigen DDR-Liga an. Bis einschließlich der Saison 1954/55 wurde er in den Ligaspielen regelmäßig eingesetzt und verpasste von den 75 ausgetragenen Begegnungen nur 13 Partien. In den beiden ersten Spielzeiten wurde er weiter im Mittelfeld eingesetzt. Als zur Saison 1954/55 mit Rudolf Walsek ein neuer Trainer kam, setzte dieser Göpner durchgehend als Rechtsaußenstürmer ein. Göpner nutzte die Umstellung, um in seinen 19 Ligaspielen fünf Tore zu erzielen. Im Herbst 1955 wurde im DDR-Fußball der Spielbetrieb nach sowjetischem Vorbild auf den Kalenderjahr-Rhythmus umgestellt. Dazu wurde eine Übergangsrunde mit 13 Spielen ausgetragen, in der es weder Meister noch Absteiger gab. Obwohl die fuwo in ihrer Vorschau auf die Übergangsrunde Walter Göpner als Mittelfeldspieler bei Motor Altenburg meldete, kam dieser nur in den beiden letzten Spielen zum Einsatz, zunächst als Einwechsler, am 13. Spieltag als Rechtsaußenstürmer für Walter Schellenberg. 
Im Aufgebot für die Saison 1956 erschien der 26-jährige Göpner nicht mehr. Damit blieb es bei sieben Oberliga- und 65 DDR-Liga-Spielen. 